# Høyerholmen
Høyerholmen est une île de la commune de Asker ,  dans le comté d'Akershus en Norvège.

## Description

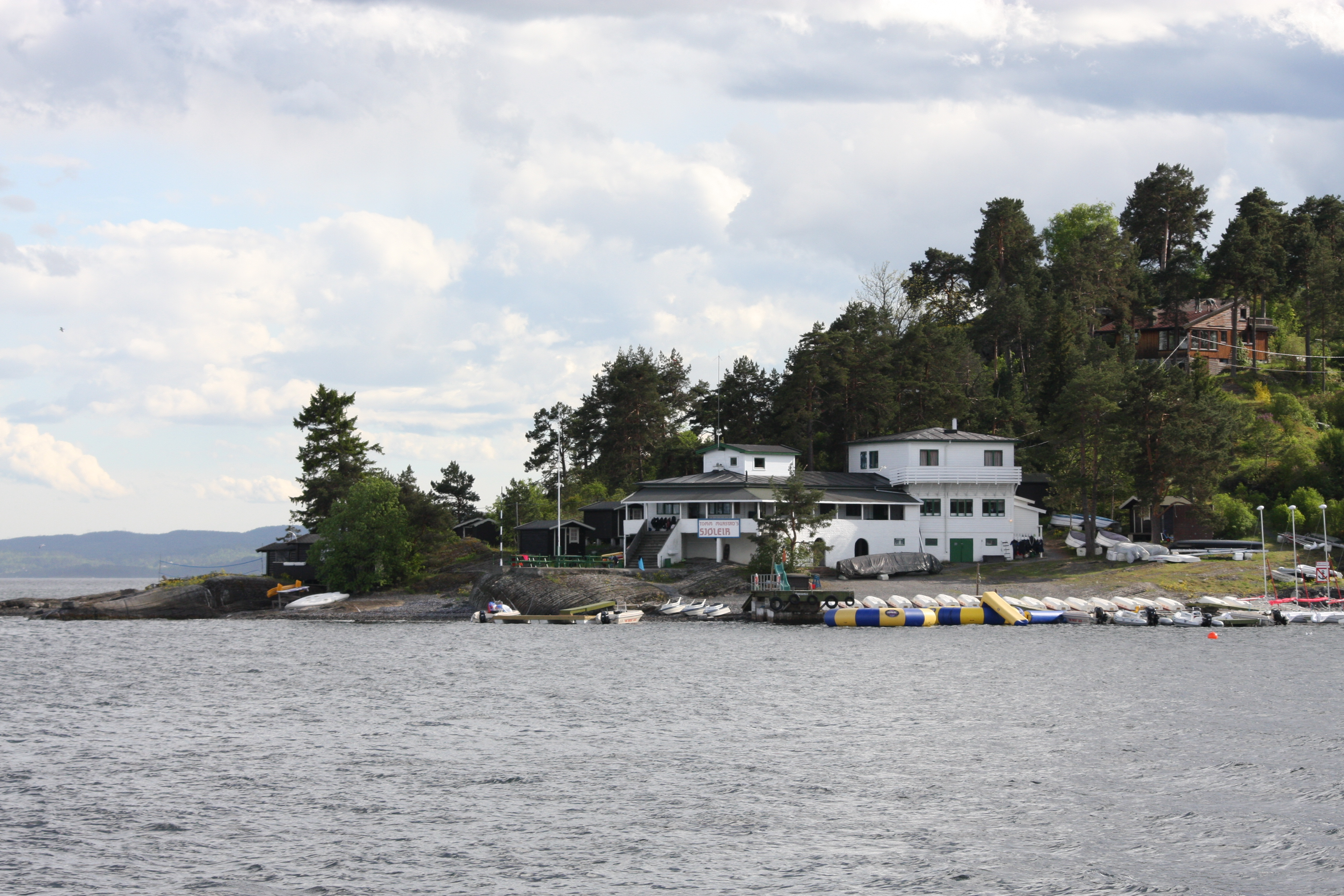
Camp de Tomm Murstad

L'île de 0,03 km2 se trouve dans l'Oslofjord intérieur. Elle se trouve juste au sud de l'île de Langåra. Il y a douzaine de résidences privées sur l'île, ainsi que le camp marin de Tomm Murstad qui est situé sur la côte nord depuis 1960.
Høyerholmen est situé dans la zone de bordure très orientale du rift d'Oslo, près de la zone de faille à l'est, et se compose de couches précambriennes pliées de fond marin déposé avec du calcaire et du schiste. 